# Sophie Alour

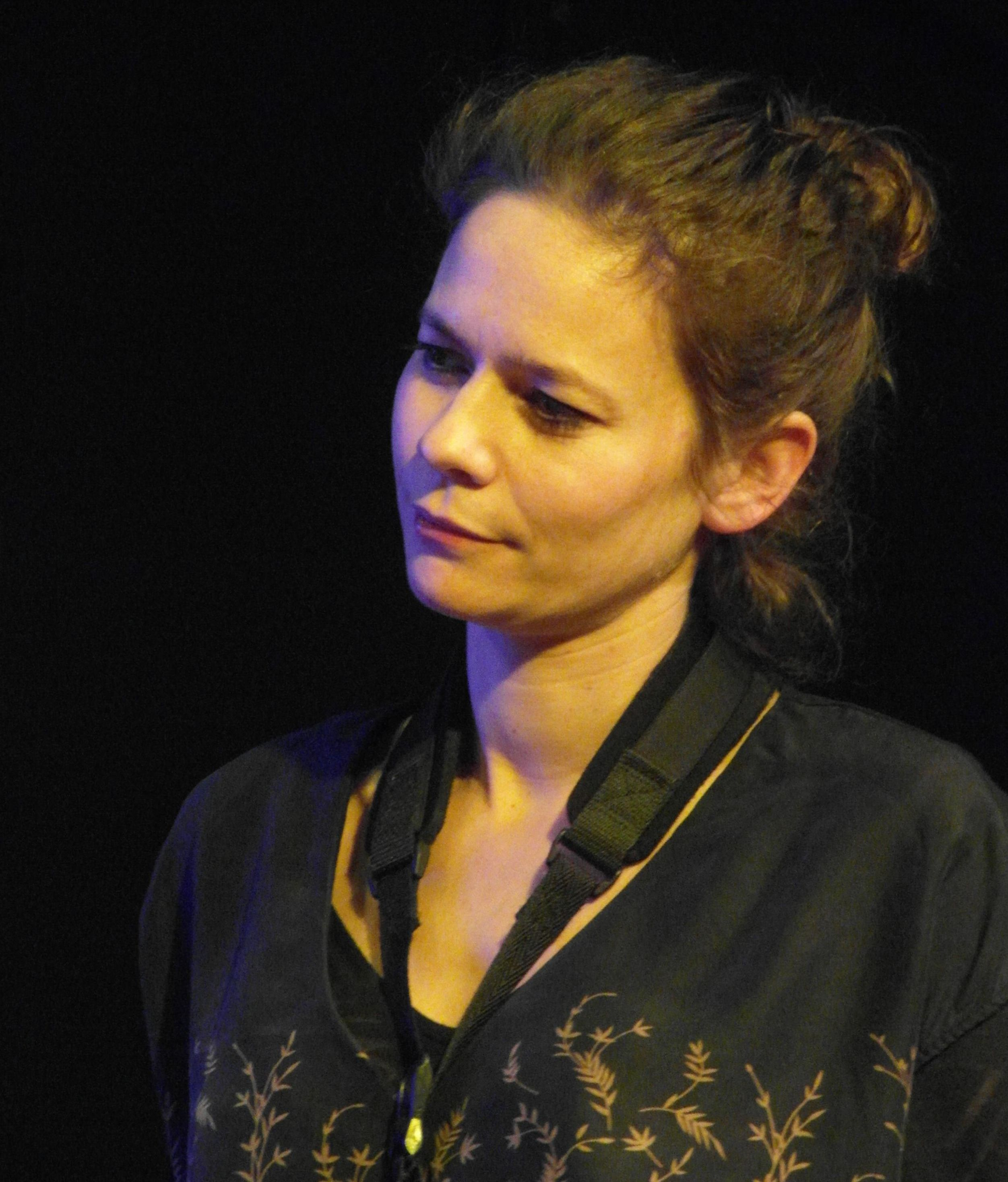
Sophie Alour (2013)

Sophie Alour (* 24. Dezember 1974 in Quimper) ist eine französische Jazzmusikerin (Tenorsaxophon, Sopransaxophon, auch Klarinette, Bassklarinette, Flöte, Komposition).

## Leben und Wirken
Alour begann mit 13 Jahren an der Musikschule von Quimper Klarinette zu lernen (die sie immer noch bisweilen spielt). Mit 19 Jahren wechselte sie zum Saxophon, das sie überwiegend autodidaktisch erlernte, ergänzt durch Kurse am CIM in Paris und IACP. 
2000 war sie an der Gründung des „Vintage Orchestra“ beteiligt, mit u. a. Fabien Mary, Thomas Savy, Jerry Edwards und Yoann Loustalot (Album „Thad“ 2005). 2001 gründete sie ein Sextett mit Stéphane Belmondo und spielte in der Formation „Manita“ von Jean-Daniel Botta. In einer Bigband von Christophe Dal Sasso nahm sie das Album „Ouverture“ auf (mit Stéphane und Lionel Belmondo, bei Nocturne erschienen) und trat auf dem Festival von Marciac auf. 2004 spielte sie im Quartett von Rhoda Scott (mit deren Lady Quartet sie Live-Aufnahmen im Sunset 2009 und bei Jazz à Vienne 2010 einspielte). Im selben Jahr trat sie auf dem Festival Jazz à Vienne auf, beteiligte sich an einem Projekt von Aldo Romano und spielte in der Bigband von Wynton Marsalis.
2005 erschien bei Nocturne ihr erstes Album unter eigenem Namen „Insulaire“, mit überwiegend eigenen Kompositionen und unter Beteiligung des Gitarristen Hugo Lippi, von Emmanuel Bex und Stéphane Belmondo. Mit der Elektro-Big Band von Benjamin Roy nahm sie „DJ Killer“ auf und 2006 mit dem Pianisten Alexandre Saada „Be Where You Are“. 2007 folgte ihr Album „Uncaged“ mit dem Pianisten Laurent Coq und dem Gitarristen Sébastien Martel sowie Yoni Zelnik (Kontrabass) und Karl Jannuska (Schlagzeug). Mit dieser Formation trat sie in den folgenden Jahren häufig auf, außer in Frankreich in Nordafrika und Zentralamerika. 2010 erschien ihr Trio Album Opus 3 und 2012 ihr Quintett-Album La géographie des rêves (mit Stéphan Caracci Vibraphon, Yoann Loustalot Trompete und Flügelhorn, sie selbst an der Bassklarinette, Klarinette und am Tenorsaxophon, Nicolas Moreaux und Frédéric Pasqua Schlagzeug). 2011 spielte sie auf Prétextes von Christophe Dal Sasso mit. 2014 legte sie das Album Shaker mit Organist Frédéric Nardin und Drummer Frédéric Pasqua vor.
2007 erhielt sie einen Django d’Or (Frankreich) als neues Talent.

## Diskografie
- 2005: Insulaire (Nocturne)
- 2007: Uncaged (Nocturne)
- 2010: Opus 3 (Plus Loin Music)
- 2012: La géographie des rêves (Naïve)
- 2014: Shaker (Naïve)
- 2018: Time for Love (Music from Source)
- 2020: Joy (Music from Source, mit Mohamed Abozekry, Damien Argentieri, Philippe Aerts, Donald Kontomanou sowie Wassim Halal)